# شوسوکه تانیهارا

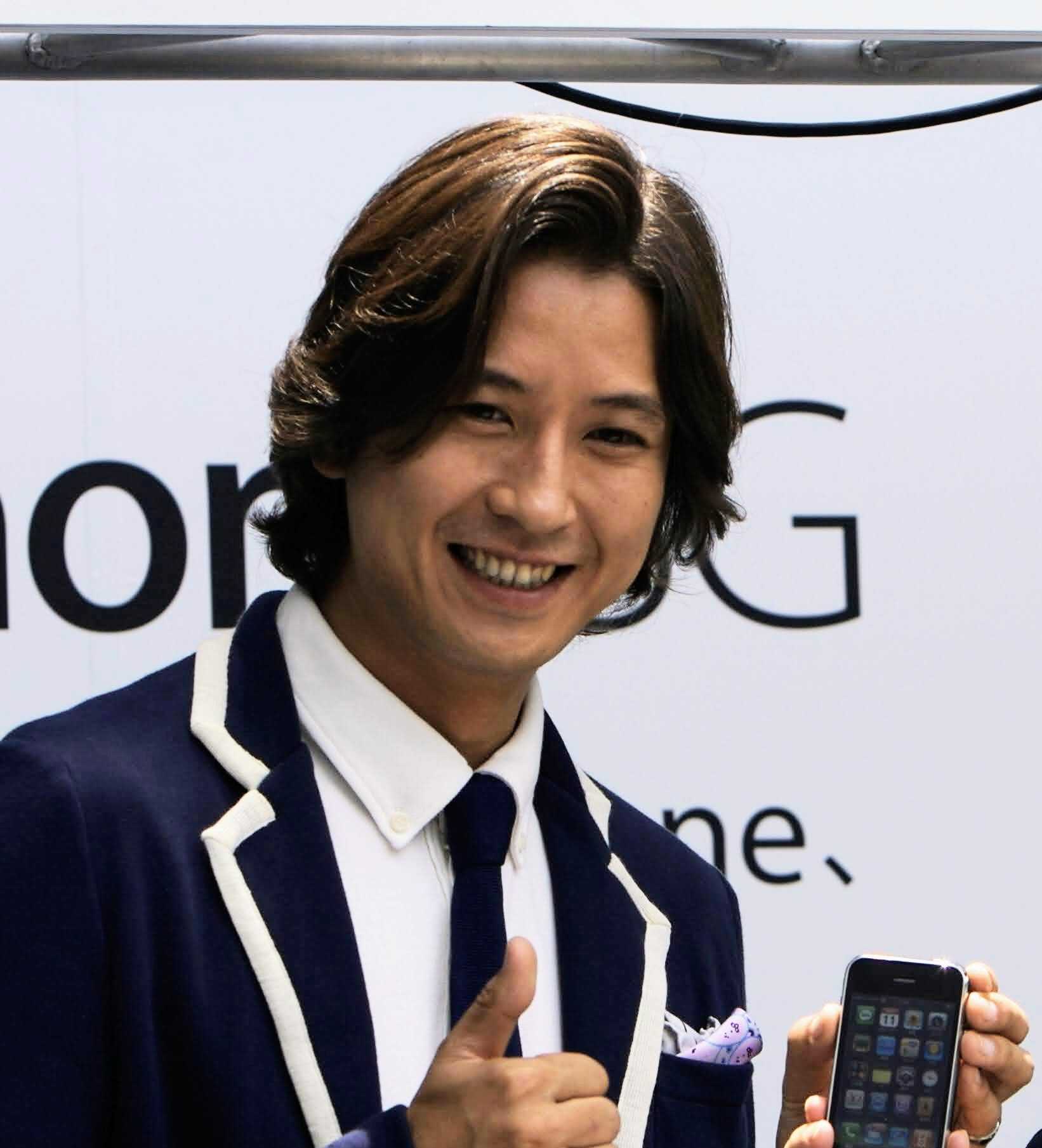
Shōsuke Tanihara promotes iPhone 3G, in 2008

شوسوکه تانیهارا (انگلیسی: Shōsuke Tanihara) بازیگر تلویزیون و تئاتر اهل ژاپن است که در سال ۱۹۷۲ میلادی در یوکوهاما متولد شده است.